# Algemene verkiezingen in Liberia (1869)

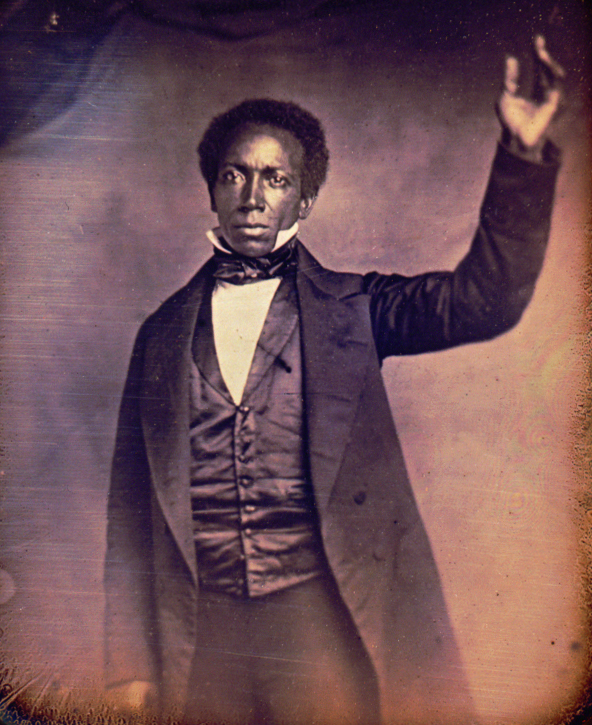
President Edward James Roye.

De algemene verkiezingen in Liberia van 1869 werden in mei van dat jaar gehouden en gewonnen door Edward James Roye van de True Whig Party. Hij versloeg nipt zittend president van James Spriggs Payne van de Republican Party De officiële uitslag werd bevestigd door het Huis van Afgevaardigden, omdat beide kandidaten ongeveer evenveel stemmen hadden gekregen.
In het Huis van Afgevaardigden kreeg de True Whig Party een meerderheid, maar in de Senaat bleef de Republican Party de grootste.
Tegelijkertijd met de verkiezingen werd er een referendum gehouden waarin de kiezers werd gevraagd of zij akkoord wilden gaan met het optrekken van het ambtstermijn van de president en het parlement van twee naar vier jaar.
| Uitgebrachte stemmen |
| 2.026                |
| Bron: Abbasiattai    |